# Moonshine River
«Moonshine River» (рус. Ерунда чистой воды) — первый эпизод двадцать четвёртого сезона мультсериала «Симпсоны». Выпущен 30 сентября 2012 года в США на телеканале «Fox», а в России выпущен 3 марта 2014 года на телеканале 2х2.

## Сюжет
Барт решает разобраться, почему его бывшие подружки с ним расставались. Он их посещает, но те его прогоняют. Остаётся одна — Мэри Спаклер, дочь фермера Клетуса. Выясняется, что Мэри переехала в Нью-Йорк, и Барт с семьёй отправляется туда. В это время Мардж и Лиза путешествуют по городу, но их бюджет не позволяет им сходить на мюзикл, и они устраивают бесплатное представление «Шекспир в парке», но все идёт не по плану.

## Приглашённые актёры
Зоуи Дешанель в роли Мэри Спаклер, Натали Портман в роли Дарси, Энн Хэтэуэй в роли Дженни, Сара Мишель Геллар в роли Джины, Сара Сильверман в роли Никки, Кен Бёрнс в роли диктора, Дон Пардо и Эл Рокер в роли самих себя, Морис Ламарш и Кевин Майкл Ричардсон.

## Факты и культурные отсылки
- Эпизод посвящён памяти певца Энди Уильямса, который умер за несколько дней до выхода эпизода в свет. Примечательно, что серия названа в честь его песни «Moon River» (она также звучит в титрах).
- В эпизоде множество отсылок к фильму «Завтрак у Тиффани».
- Мюзикл «Паппа Пиа!» — пародия на мюзикл «Mamma Mia!»
- Кроме Мэри, Барт встречает несколько своих бывших девушек: Джина Вендетти из «The Wandering Juvie», Дженни из «The Good, the Sad and the Drugly», Дарси из «Little Big Girl» и Никки из «Stealing First Base».